# 159409 Ратт
159409 Ратт (159409 Ratte) — астероїд головного поясу, відкритий 16 липня 1999 року.
Тіссеранів параметр щодо Юпітера — 3,397.